# Isocianato

Grupo funcional isocianato

Em química, isocianato é o grupo funcional de átomos -N=C=O (nitrogênio, carbono e oxigênio). Um composto orgânico que tem este grupo funcional, tendo fórmula geral R-N=C=O é chamado de um isocianato.
O grupo Isocianato é altamente reativo a grupos com Hidrogênio livre no sistema, um exemplo típico são as tintas de Poliuretano bicomponente, no qual o Isocianato reage com uma Hidroxilia OH, formando uma ligação uretânica.
O isocianato é altamente higroscópico, devendo ser mantido longe de umidade, visto sua caracteristica de reatividade com a água.
Isocianatos reagem com álcoois gerando uretanos:
R-NCO + R'-OH → R-N(H)C(=O)O-R'
Esta reação é utilizada na produção de poliuretanos, reagindo-se diisocianatos com diálcoois.

## Exemplo
- Isocianato de metila